# Finska na Svetovnem prvenstvu v hokeju na ledu 2009
Finska na Svetovnem prvenstvu v hokeju na ledu 2009 ED, ki je potekalo med 24. aprilom in 10. majem 2009 v švicarskih mestih Bern in Kloten. 

## Postava
- Selektor: Jukka Jalonen (pomočnika: Timo Lehkonen in Risto Dufva)
- Vratarji: Karri Rämö, Juuso Riksman, Pekka Rinne
- Branilci: Petteri Nummelin, Ville Koistinen, Lasse Kukkonen, Topi Jaakola, Janne Niskala, Anssi Salmela, Mikko Lehtonen, Janne Niinimaa
- Napadalci: Hannes Hyvönen, Niklas Hagman, Antti Miettinen, Tommi Santala, Sami Kapanen (kapetan), Jarkko Immonen, Kalle Kerman, Mika Pyörälä, Niko Kapanen, Leo Komarov, Tuomas Pihlman, Juha-Pekka Hytönen, Jarkko Ruutu, Ville Vahalahti

## Tekme

### Skupinski del
| 25. april 2009 | Norveška | 0 – 5 | Finska | Schluefweg, Kloten |

| Poročilo tekme | Poročilo tekme | Poročilo tekme         | Poročilo tekme                                                                                                  | Poročilo tekme                                                  |
| -------------- | -------------- | ---------------------- | --- | --------------------------------------------------------------- |
| Začetek: 16:15 |                | ( 0 – 3, 0 – 1, 0 – 1) | 13:44 (PP1) A. Miettinen 16:19 (PP1) J. Immonen 19:58 (PP1) N. Kapanen 34:20 M. Pyörälä 44:10 (PP1) M. Lehtonen | Gledalci: 5.269 Sodnika: Vladimir Baluska Sodnika: Peter Orszag |

| 27. april 2009 | Finska | 5 – 1 | Danska | Schluefweg, Kloten |

| Poročilo tekme | Poročilo tekme                                                                                             | Poročilo tekme         | Poročilo tekme    | Poročilo tekme                                                |
| -------------- | --- | ---------------------- | ----------------- | ------------------------------------------------------------- |
| Začetek: 20:15 | A. Miettinen 17:40 T. Pihlman (PP1) 21:58 A. Miettinen 34:42 N. Kapanen (PP1) 51:51 N. Kapanen (PP1) 59:42 | ( 1 – 1, 2 – 0, 2 – 0) | 10:03 J. Jakobsen | Gledalci: 3.929 Sodnika: Danny Kurmann Sodnika: Thomas Sterns |

| 29. april 2009 | Finska | 4 – 3 | Češka | Schluefweg, Kloten |

| Poročilo tekme | Poročilo tekme                                                                   | Poročilo tekme         | Poročilo tekme                                                | Poročilo tekme                                              |
| -------------- | -------------------------------------------------------------------------------- | ---------------------- | ------------------------------------------------------------- | ----------------------------------------------------------- |
| Začetek: 20:15 | N. Kapanen 09:32 V. Koistinen (PP1) 23:52 N. Kapanen (PP2) 38:56 N. Hagman 51:39 | ( 1 – 2, 2 – 1, 1 – 0) | 10:14 (SH1) T. Rolinek 13:30 M. Blaťák 23:10 (PP1) A. Kotalík | Gledalci: 6.456 Sodnika: Rick Looker Sodnika: Sören Persson |

### Kvalifikacijski krog
| 1. maj 2009 | Finska | 2 – 1 (OT) | Slovaška | Schluefweg, Kloten |

| Poročilo tekme | Poročilo tekme                          | Poročilo tekme                | Poročilo tekme    | Poročilo tekme                                                 |
| -------------- | --------------------------------------- | ----------------------------- | ----------------- | -------------------------------------------------------------- |
| Začetek: 20:15 | S. Kapanen (SH1) 15:05 S. Kapanen 63:39 | ( 1 - 0, 0 - 1, 0 - 0, 1 - 0) | 22:01 L. Bartečko | Gledalci: 4.444 Sodnika: Rafail Kadyrov Sodnika: Sören Persson |

| 2. maj 2009 | Finska | 1 – 2 (PS) | Belorusija | Schluefweg, Kloten |

| Poročilo tekme | Poročilo tekme         | Poročilo tekme                       | Poročilo tekme                            | Poročilo tekme                                                    |
| -------------- | ---------------------- | ------------------------------------ | ----------------------------------------- | ----------------------------------------------------------------- |
| Začetek: 20:15 | J. Niskala (PP1) 33:22 | ( 0 – 1, 1 – 0, 0 – 0, 0 - 0, 0 - 1) | 00:05 S. Demagin 65:00 (GWS) O. Antonenko | Gledalci: 5.621 Sodnika: Danny Kurmann Sodnika: Marcus Vinnerborg |

| 4. maj 2009 | Kanada | 3 - 4 (PS) | Finska | Schluefweg, Kloten |

| Poročilo tekme | Poročilo tekme                                                      | Poročilo tekme                       | Poročilo tekme                                                                  | Poročilo tekme                                                       |
| -------------- | ------------------------------------------------------------------- | ------------------------------------ | ------------------------------------------------------------------------------- | -------------------------------------------------------------------- |
| Začetek: 20:15 | J. Spezza (PP1) 16:02 D. Heatley (PP1) 38:16 D. Heatley (PP1) 49:20 | ( 1 - 2, 1 - 1, 1 - 0, 0 - 0, 0 - 1) | 04:02 T. Pihlman 07:54 A. Salmela 37:22 (PP1) N. Kapanen 65:00 (GWS) H. Hyvönen | Gledalci: 5.970 Sodnika: Vjačeslav Bulanov Sodnika: Marcus Vinneborg |

### Četrtfinale
| 6. maj 2009 | Finska | 2 – 3 | ZDA | PostFinance Arena, Bern |

| Poročilo tekme | Poročilo tekme                          | Poročilo tekme         | Poročilo tekme                                        | Poročilo tekme                                                   |
| -------------- | --------------------------------------- | ---------------------- | ----------------------------------------------------- | ---------------------------------------------------------------- |
| Začetek: 20:15 | N. Kapanen (PP1) 20:57 H. Hyvönen 37:50 | ( 0 – 0, 2 – 3, 0 – 0) | 30:31 (PP1) D. Brown 32:11 T. J. Oshie 34:19 R. Suter | Gledalci: 9.334 Sodnika: Daniel Piechaczek Sodnika: Brent Reiber |

## Seznam reprezentantov s statistiko

### Vratarji
| #  | Igralec       | OT | OMIN | PG | PGT  | KM | PPPG | PSHG |
| 31 | Karri Ramo    | 6  | 60   | 1  | 1,00 | 0  | 0    | 0    |
| 34 | Juuso Riksman | 1  | 0    | 0  | 0    | 0  | 0    | 0    |
| 35 | Pekka Rinne   | 7  | 373  | 12 | 1,93 | 2  | 5    | 1    |
| -- | ------------- | -- | ---- | -- | ---- | -- | ---- | ---- |

### Drsalci
| #  | Igralec            | OT | DG | DA | TOČ | DGT  | DAT  | DPPG | DPPGT | DSHG | DSHGT | KM |
| 3  | Petteri Nummelin   | 5  | 0  | 3  | 3   | 0    | 0,6  | 0    | 0     | 0    | 0     | 0  |
| 4  | Ville Koistinen    | 4  | 1  | 2  | 3   | 0,25 | 0,5  | 1    | 0,25  | 0    | 0     | 4  |
| 5  | Lasse Kukkonen     | 6  | 0  | 0  | 0   | 0    | 0    | 0    | 0     | 0    | 0     | 4  |
| 6  | Topi Jaakola       | 7  | 0  | 0  | 0   | 0    | 0    | 0    | 0     | 0    | 0     | 4  |
| 8  | Hannes Hyvonen     | 7  | 2  | 4  | 6   | 0,29 | 0,57 | 0    | 0     | 0    | 0     | 12 |
| 14 | Niklas Hagman      | 7  | 1  | 5  | 6   | 0,14 | 0,71 | 0    | 0     | 0    | 0     | 0  |
| 20 | Antti Miettinen    | 7  | 3  | 5  | 8   | 0,43 | 0,57 | 1    | 0,17  | 0    | 0     | 6  |
| 21 | Janne Niskala      | 4  | 1  | 2  | 3   | 0,25 | 0,5  | 1    | 0,25  | 0    | 0     | 2  |
| 22 | Tommi Santala      | 7  | 0  | 0  | 0   | 0    | 0    | 0    | 0     | 0    | 0     | 4  |
| 24 | Sami Kapanen       | 7  | 2  | 3  | 5   | 0,29 | 0,43 | 0    | 0     | 1    | 0,14  | 2  |
| 26 | Jarkko Immonen     | 7  | 1  | 4  | 5   | 0,14 | 0,57 | 1    | 0,14  | 0    | 0     | 2  |
| 28 | Anssi Salmela      | 7  | 1  | 0  | 1   | 0,14 | 0    | 0    | 0     | 0    | 0     | 2  |
| 29 | Kalle Kerman       | 6  | 0  | 0  | 0   | 0    | 0    | 0    | 0     | 0    | 0     | 2  |
| 33 | Mikko Lehtonen     | 7  | 1  | 0  | 1   | 0,14 | 0    | 1    | 0,14  | 0    | 0     | 6  |
| 37 | Mika Pyorala       | 6  | 1  | 1  | 2   | 0,17 | 0,17 | 0    | 0     | 0    | 0     | 0  |
| 39 | Niko Kapanen       | 7  | 7  | 3  | 10  | 1    | 0,43 | 6    | 0,86  | 0    | 0     | 2  |
| 41 | Leo Komarov        | 5  | 0  | 1  | 1   | 0    | 0,2  | 0    | 0     | 0    | 0     | 4  |
| 44 | Janne Niinimaa     | 6  | 0  | 1  | 1   | 0    | 0,17 | 0    | 0     | 0    | 0     | 16 |
| 49 | Tuomas Pihlman     | 6  | 2  | 1  | 3   | 0,33 | 0,17 | 1    | 0,17  | 0    | 0     | 4  |
| 51 | Juha-Pekka Hytonen | 7  | 0  | 0  | 0   | 0    | 0    | 0    | 0     | 0    | 0     | 2  |
| 73 | Jarkko Ruutu       | 7  | 0  | 2  | 2   | 0    | 0,29 | 0    | 0     | 0    | 0     | 14 |
| 82 | Ville Vahalahti    | 4  | 0  | 0  | 0   | 0    | 0    | 0    | 0     | 0    | 0     | 2  |
| -- | ------------------ | -- | -- | -- | --- | ---- | ---- | ---- | ----- | ---- | ----- | -- |